# Дитрих Фрайбергский
Дитрих Фрайбергский (нем. Dietrich von Freiberg), латинизированное имя — Теодорик Тевтонский (лат. Theodoricus Teutonicus, или  Theodericus de Vriberch) (около 1240, Фрайберг — после 1310) — саксонский средневековый теолог, философ и учёный-оптик, внёсший вклад в изучение радуги. Монах-доминиканец. Преподаватель Парижского университета. Один из первых крупных критиков томизма.

## Авторство
Главный философский труд — трилогия «О трёх затруднительных вопросах» («De tribus difficilibus quaestionibus»): «Об акциденциях» («De accidentibus»), «Об одушевлённости неба» («De animatione caeli»), «О блаженном узрении» («De visione beatifica»).
В естествознании большое внимание уделяет оптике. Одним из первых дал физическое объяснение природы радуги в сочинении «О радуге и воздействиях лучей» («De iride et de radialibus impressionibus»).

## Сочинения
- Opera omnia / Ed. K. Flasch. — B. 1—4. — Hamburg, 1977—1985.